# Liste des évêques et archevêques d'Accra
La liste des évêques et archevêques d'Accra recense les ordinaires qui se sont succédé à la tête de la préfecture apostolique d'Accra, puis du vicariat apostolique homonyme, du diocèse et enfin de l'archidiocèse d'Accra au Ghana.
La préfecture apostolique d'Accra est fondée le 2 décembre 1943 par détachement du vicariat apostolique de la Côte-de-l'Or. Elle est élevée au rang de vicariat apostolique le 12 juin 1947, lequel est érigé en diocèse le 18 avril 1950 puis en archidiocèse d'Accra (en)(Archidioecesis Accraënsis) le 6 juillet 1992 .

## Est préfet apostolique
- 27 octobre 1944-12 juin 1947 : Adolph Noser (Adolph Alexander Noser)

## Est vicaire apostolique
- 12 juin 1947-18 avril 1950 : Adolph Noser (Adolph Alexander Noser), promu vicaire apostolique.

## Sont évêques
- 18 avril 1950-8 janvier 1953 : Adolph Noser (Adolph Alexander Noser), promu évêque.
- 8 janvier 1953-16 janvier 1971 : Joseph Bowers (Joseph Oliver Bowers)
- 3 juillet 1971-6 juillet 1992 : Dominic Andoh (Dominic Kodwo Andoh)

## Sont archevêques
- 6 juillet 1992-30 mars 2005 : Dominic Andoh (Dominic Kodwo Andoh), promu archevêque.
- 30 mars 2005-11 mai 2018 : Charles Palmer-Buckle (Gabriel Charles Palmer-Buckle), nommé archevêque de Cape Coast
- depuis le 2 janvier 2019 : John Bonaventure Kwofie (en), CSSp

## Sources
- Fiche de l'archidiocèse sur catholic-hierarchy.org